# Ada Yonath
Ada E. Yonath (Jeruzalem, 22 juni 1939) is een Israëlisch scheikundige, in het veld van de moleculaire biologie, aan het Weizmann Instituut der Wetenschappen in Rehovot, Israël. Zij onderzocht de grondbeginselen van de kristallisatie van ribosomen. Yonath was de eerste die met behulp van een elektronenmicroscoop de bouwstenen van het ribosoom vastlegde. Zij slaagde erin om de werking van meer dan twintig antibiotica te verklaren. In 2009 ontving zij de Nobelprijs voor Scheikunde samen met Thomas Steitz en Venkatraman Ramakrishnan.

## Biografie
Yonath werd geboren op 22 juni, 1939 in Jeruzalem. Haar ouders waren zionisten die uit Polen immigreerden naar het mandaatgebied Palestina nog voor de vorming van de staat Israël. Haar vader was een rabbijn. De familie vestigde zich in Jerusalem waar zij een kruidernierszaak hadden. Ondanks hun gebrek aan geld stuurde haar ouders Ada naar een goede school. Haar vader overleed op 42-jarige leeftijd. Daarna verhuisde de familie naar Tel Aviv. Ada Yonath werd toegelaten op de Tichon Hadash middelbare school terwijl haar moeder niet in staat was om het schoolgeld te betalen. Ada Yonath gaf wiskunde les aan andere scholieren als compensatie voor het schoolgeld. Tijdens haar jonge jaren was Marie Curie haar rolmodel. Zij keerde terug naar Jerusalem om naar de universiteit te gaan. Zij studeerde af van de Hebreeuwse Universiteit van Jerusalem met een bachelor in de scheikunde in 1962, en een masters in de biochemie in 1964. In 1968 promoveerde zij in de röntgenkristallografie aan het Weizmann Instituut der Wetenschappen.
Zij heeft één dochter, Hagit Yonath, een arts verbonden aan het Sheba Medical Center, en een kleindochter, Noa.

## Werk
Yonath geldt als pionier op het gebied van structuuronderzoek van het ribosoom. Om de interne structuur van deze eiwitfabriek zichtbaar te maken gebruikte ze röntgenkristallografie. Hierbij ontwikkelde ze een nieuwe methologie, cryokristallografie of cryo-techniek genoemd, waarbij eiwitkristallen met behulp van vloeibaar stikstof zeer snel worden afgekoeld om schade veroorzaakt door röntgenstraling te beperken die wel optrad bij alle voorgaande röntgenkristallografiemethodes.

## Onderscheidingen
Naast de gedeelde Nobelprijs in 2009 werd Yonath ook onderscheiden met de Max Perutz Prize (2000), de Harvey Prize en Israel Prize (beide 2002), de Louisa Gross Horwitz Prize (2005), de Wolfprijs in Scheikunde (2007, samen met George Feher) en de L'Oréal-Unescoprijs voor vrouwen in de wetenschap (2008).